# Ungdomsråd
Ungdomsråd är lokala inflytandeforum för ungdomar. Andra namn som används för samma företeelse är bland annat Ungdomsfullmäktige, Ungdomsparlament eller Ungdomsforum. Gemensamt har de att de är religiöst och politiskt obundna och att de ger ungdomar en plattform för och en möjlighet att göra sina röster hörda i hemkommunen. Vad de sedan har för huvuduppgift, verksamhet, arbetssätt, åldersgrupp, antal medlemmar, problem, rekrytering, budget, kontakt med sina kommunpolitiker och eventuella anställda är olika från ungdomsråd till ungdomsråd.
Sveriges Ungdomsråd är en paraplyorganisation för ungdomsråd i Sverige.